# Bevons
Bevons est une commune française, située dans le département des Alpes-de-Haute-Provence en région Provence-Alpes-Côte d'Azur.
Le nom de ses habitants est Bevonnais.

## Géographie
Dans sa traversée du hameau de la mairie, la RD 946 est à 505 m d’altitude,, dans la vallée du Jabron. La plus grande partie de la commune se trouve sur la rive gauche du Jabron, sur des adrets, et bénéficie donc de bonnes expositions.

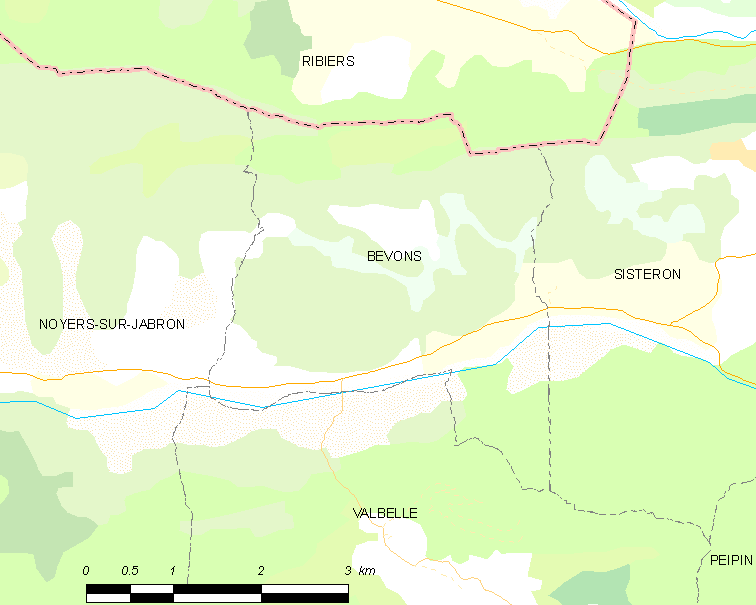
Bevons et les communes voisines (cliquez sur la carte pour accéder à une grande carte avec la légende).

Les communes limitrophes de Bevons sont Ribiers, Sisteron, Valbelle et Noyers-sur-Jabron.

### Géologie

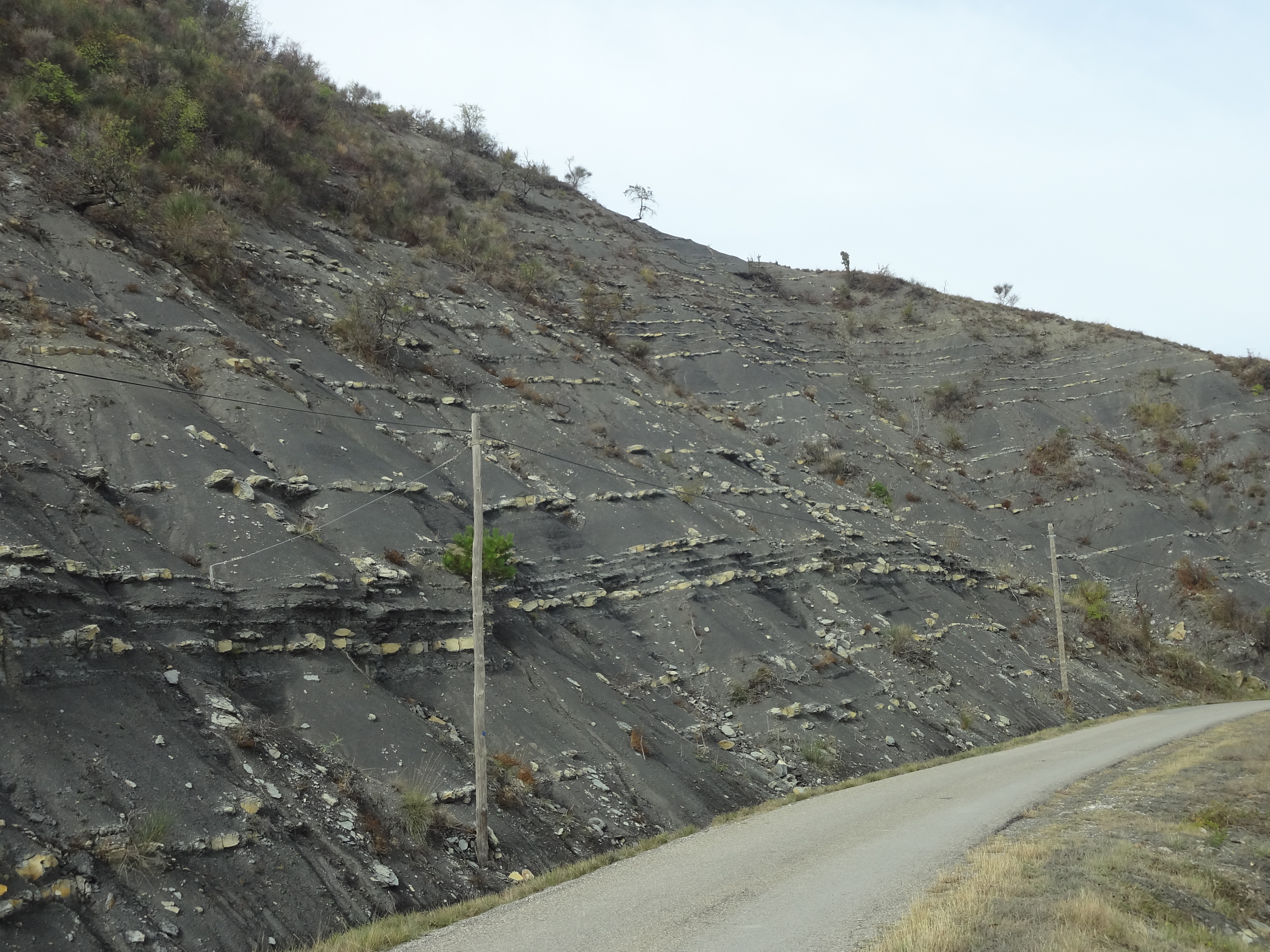
Formation de robines à Bevons.

On trouve des grès sur la commune, mais l’adret sur lequel la commune est établie compte surtout des argiles et marnes brunes.

### Relief
Le point le plus bas de la commune se trouve dans la vallée du Jabron, à 485 m d’altitude, avec une étroite plaine autour de 500 m d’altitude. La plus grande partie du territoire se trouve en rive gauche, avec des collines culminant entre 600 et 800 m (dont le Puy, à 836 m). Plus au nord, se trouve une ligne de relief orientée est-ouest, parallèle au cours du Jabron, aux sommets un peu plus hauts, entre 850 et 950 m d’altitude. D’ouest en est, on a :
- le Peydiou, qui est la pointe terminale d’un sommet situé à l’ouest, à Noyers-sur-Jabron (969 m à Bevons) ;
- la colline Saint-Pensier (850 m) ;
- la Colle (885 m) ;
- et une crête dominant le Rocher du Turc, à 900-920 m.

Ce chaînon peu élevé est franchi par deux les cols de Saint-Pensier, à 739 m, et de la Mairie, à 706 m. Tous deux ne sont empruntés que par des chemins.
Enfin, parallèlement à ces petits sommets, se trouvent quelques collines moins élevées, entre 750 et 850 m, et dont seuls les passages portent des noms : le Pas de Saint-Pensier à l’ouest, et le Pas de Peynier à l’est, tous les deux à moins de 600 m.
Enfin, rive droite, seul un versant du Chapage est bevonnais : la partie de cette montagne qui appartient au territoire de Bevons ne dépasse pas les 960 m.

### Climat
Pour des articles plus généraux, voir Climat de Provence-Alpes-Côte d'Azur et Climat des Alpes-de-Haute-Provence.
En 2010, le climat de la commune est de type climat méditerranéen altéré, selon une étude du Centre national de la recherche scientifique s'appuyant sur une série de données couvrant la période 1971-2000. En 2020, Météo-France publie une typologie des climats de la France métropolitaine dans laquelle la commune est exposée à un climat de montagne ou de marges de montagne et est dans la région climatique Alpes du sud, caractérisée par une pluviométrie annuelle de 850 à 1 000 mm, minimale en été.
Pour la période 1971-2000, la température annuelle moyenne est de 11 °C, avec une amplitude thermique annuelle de 15,8 °C. Le cumul annuel moyen de précipitations est de 886 mm, avec 6,3 jours de précipitations en janvier et 4,3 jours en juillet. Pour la période 1991-2020, la température moyenne annuelle observée sur la station météorologique de Météo-France la plus proche, « Sisteron », sur la commune de Sisteron à 5 km à vol d'oiseau, est de 12,1 °C et le cumul annuel moyen de précipitations est de 835,0 mm. 
La température maximale relevée sur cette station est de 41 °C, atteinte le 28 juin 2019 ; la température minimale est de −18 °C, atteinte le 12 janvier 2010,,.
Les paramètres climatiques de la commune ont été estimés pour le milieu du siècle (2041-2070) selon différents scénarios d'émission de gaz à effet de serre à partir des nouvelles projections climatiques de référence DRIAS-2020. Ils sont consultables sur un site dédié publié par Météo-France en novembre 2022.

### Hydrographie

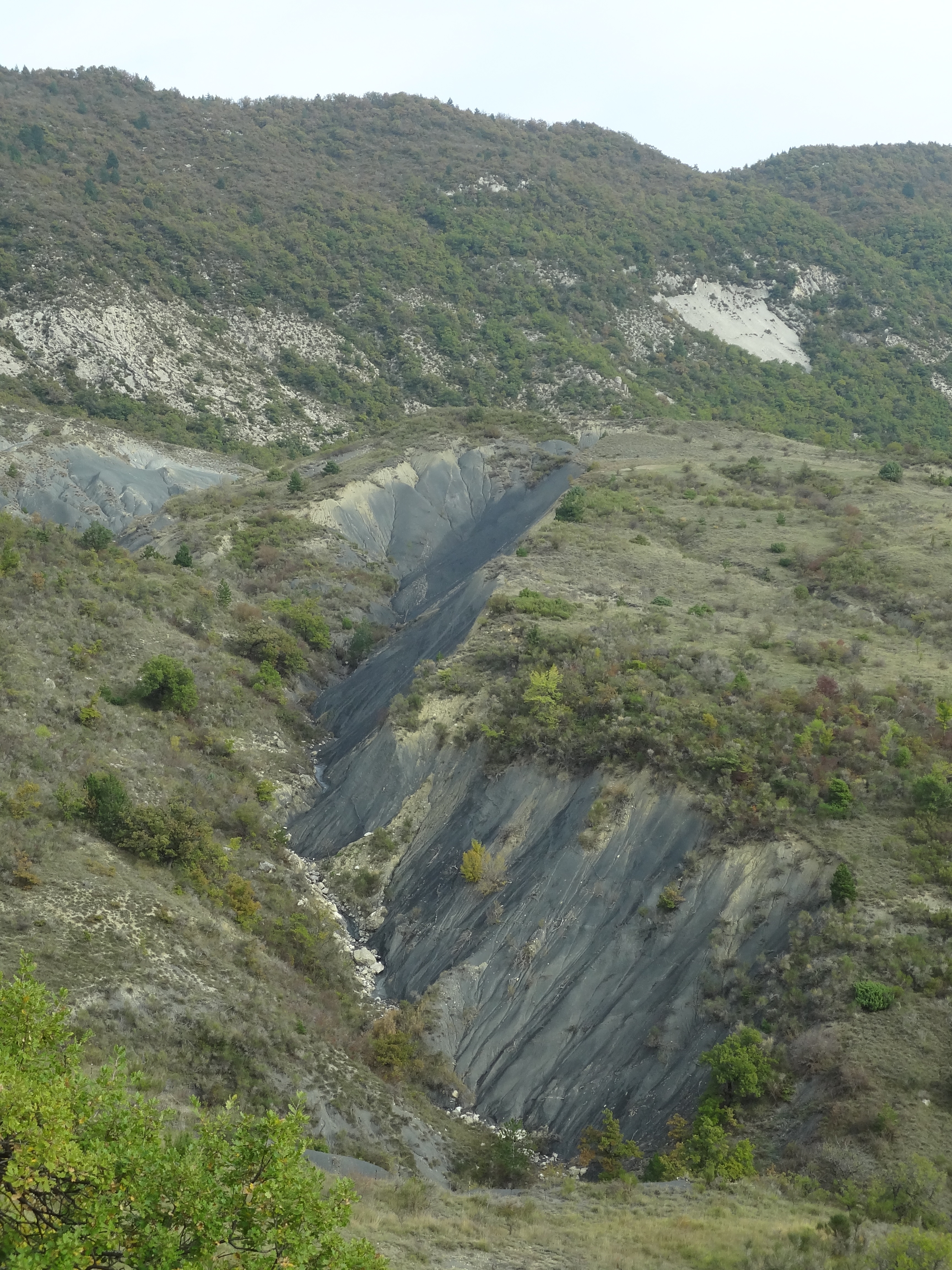
Érosion formant un ravin dans les robines.

Le territoire de la commune de Bevons est partagé entre deux bassins versants, ceux du Jabron et du Buëch, qui se jettent tous deux dans la Durance. Le Jabron est le principal cours d’eau de Bevons, dernière commune qu’il traverse avant de rejoindre le cours de la Durance à Sisteron (il se jette dans le canal EDF). De multiples torrents drainent les collines et se jettent dans le Jabron, excepté au nord de la principale ligne de sommets, les torrents se dirigent vers le nord et le Buëch.

### Environnement
La commune compte 520 ha de bois et forêts, soit 46 % de sa superficie.

### Transports

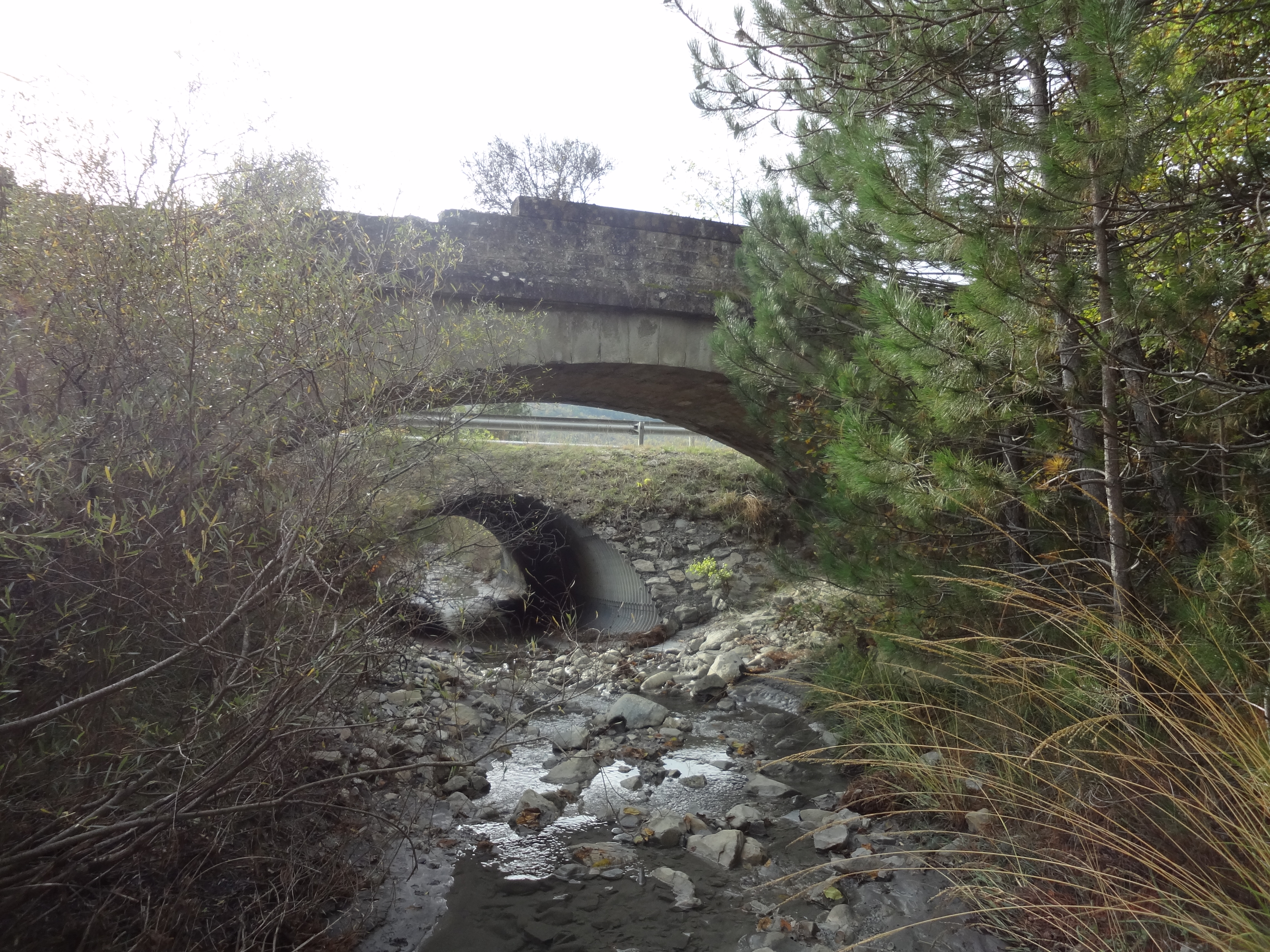
Pont ancien à voûte et pont en remblai sur tunnel en tôle ondulé de la RD 946.

La commune est desservie par la route départementale RD 946, ancienne route nationale 546, qui traverse la commune d’est en ouest, dans la vallée du Jabron. Sur cet axe principal s’embranchent deux routes secondaires, la RD 553 qui conduit à l’ancien village de Bevons, et la RD 53 qui franchit le Jabron en direction de Valbelle.

### Risques naturels et technologiques
Aucune des 200 communes du département n'est en zone de risque sismique nul. Le canton de Noyers-sur-Jabron auquel appartient Bevons est en zone 1a (risque très faible mais non négligeable) selon la classification déterministe de 1991, basée sur les séismes historiques, et en zone 3 (risque modéré) selon la classification probabiliste EC8 de 2011. La commune de Bevons est également exposée à trois autres risques naturels :
- feu de forêt ;
- inondation (dans la vallée du Jabron) ;
- mouvement de terrain : la commune est presque entièrement concernée par un aléa moyen à fort[13].

La commune de Bevons n’est exposée à aucun des risques d’origine technologique recensés par la préfecture.
Aucun plan de prévention des risques naturels prévisibles (PPR) n’existe pour la commune et le Dicrim n’existe pas non plus.
La commune a été l’objet de plusieurs arrêtés de catastrophe naturelle : en 1994 et en 2003 pour des inondations, des glissements de terrain et des coulées de boue.

## Urbanisme

### Typologie
Au 1er janvier 2024, Bevons est catégorisée commune rurale à habitat dispersé, selon la nouvelle grille communale de densité à 7 niveaux définie par l'Insee en 2022.
Elle est située hors unité urbaine. Par ailleurs la commune fait partie de l'aire d'attraction de Sisteron, dont elle est une commune de la couronne,. Cette aire, qui regroupe 21 communes, est catégorisée dans les aires de moins de 50 000 habitants,.

### Occupation des sols
L'occupation des sols de la commune, telle qu'elle ressort de la base de données européenne d’occupation biophysique des sols Corine Land Cover (CLC), est marquée par l'importance des forêts et milieux semi-naturels (79,9 % en 2018), une proportion sensiblement équivalente à celle de 1990 (80,3 %). La répartition détaillée en 2018 est la suivante :
milieux à végétation arbustive et/ou herbacée (54,3 %), forêts (15,5 %), zones agricoles hétérogènes (14,6 %), espaces ouverts, sans ou avec peu de végétation (10,2 %), terres arables (5,4 %).
L'évolution de l’occupation des sols de la commune et de ses infrastructures peut être observée sur les différentes représentations cartographiques du territoire : la carte de Cassini (XVIIIe siècle), la carte d'état-major (1820-1866) et les cartes ou photos aériennes de l'IGN pour la période actuelle (1950 à aujourd'hui).

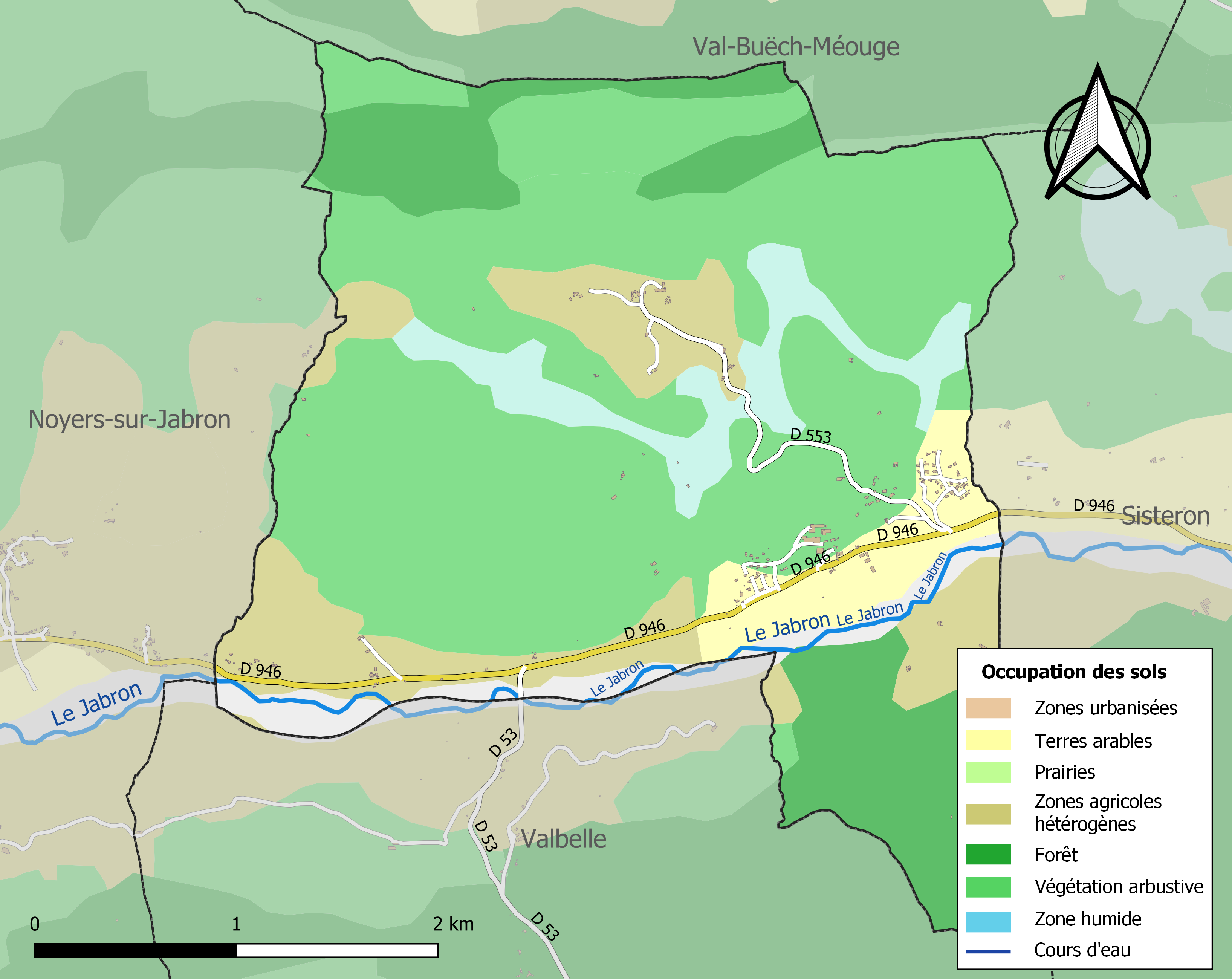
Carte de l'occupation des sols de la commune en 2018 (CLC).

## Économie

### Aperçu général
En 2009, la population active s’élevait à 91 personnes, dont 8 chômeurs (12 fin 2011). Ces travailleurs sont majoritairement salariés (57 sur 83) et travaillent majoritairement hors de la commune (68 actifs sur 83). Moins d’un tiers des établissements de la commune se trouvent dans l’agriculture (5 sur 18), les services et l’administration en concentrent plus de la moitié.

### Agriculture
Fin 2010, le secteur primaire (agriculture, sylviculture, pêche) comptait 5 établissements actifs au sens de l’Insee et 2 emplois salariés.
Le nombre d’exploitations est en forte baisse dans les années 2000, passant de sept à quatre, dont les orientations techniques ne sont pas révélées par l’enquête Agreste du ministère de l’Agriculture. De 1988 à 2000, la surface agricole utile (SAU) a baissé, de 211 ha à 178 ha, parallèlement au nombre d’exploitations baissait (de 10 à 6). La SAU a par contre augmenté lors de la dernière décennie, pour atteindre 255 ha.
La vigne, qui était cultivée pour l’autoconsommation jusqu’au milieu du XXe siècle, n’est plus présente qu’à titre anecdotique dans la commune.

### Industrie
Fin 2010, le secteur secondaire (industrie et construction) comptait trois établissements, employant deux salariés.

### Activités de service

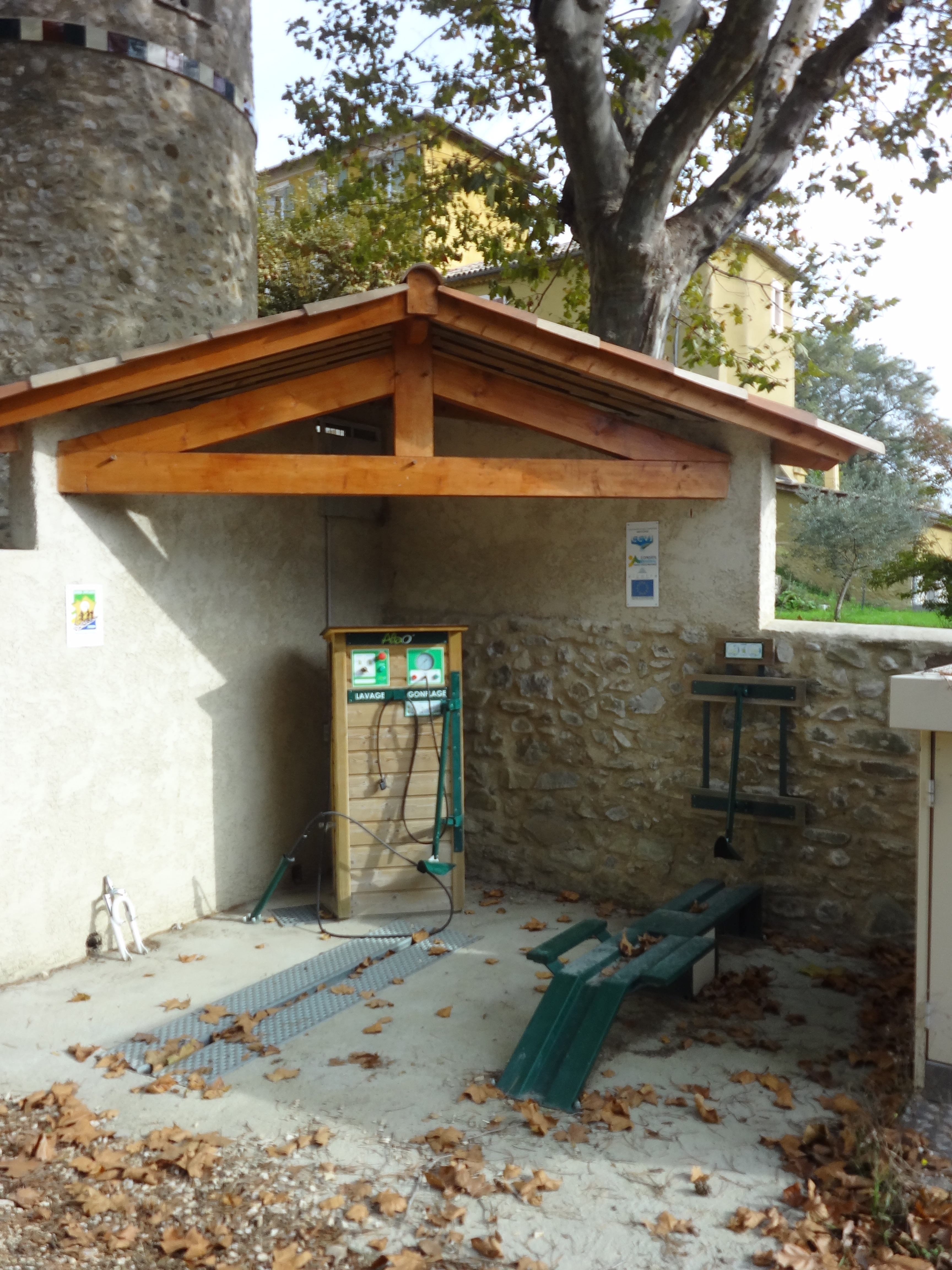
Station vélo.

Fin 2010, le secteur tertiaire (commerces, services) comptait cinq établissements (avec un emploi salarié), auxquels s’ajoutent les cinq établissements du secteur administratif (salariant 29 personnes), l’établissement régional d'enseignement adapté (EREA) étant le principal employeur de la commune.
D'après l’Observatoire départemental du tourisme, la fonction touristique est peu importante pour la commune, avec moins d’un touriste accueilli par habitant ; aucun hébergement touristique n’existe à Bevons (en dehors de l’ancienne cure servant de gîte communal). Les résidences secondaires, au nombre de neuf, n’apportent pas non plus une capacité d’accueil susceptible de permettre une fréquentation touristique.

## Toponymie

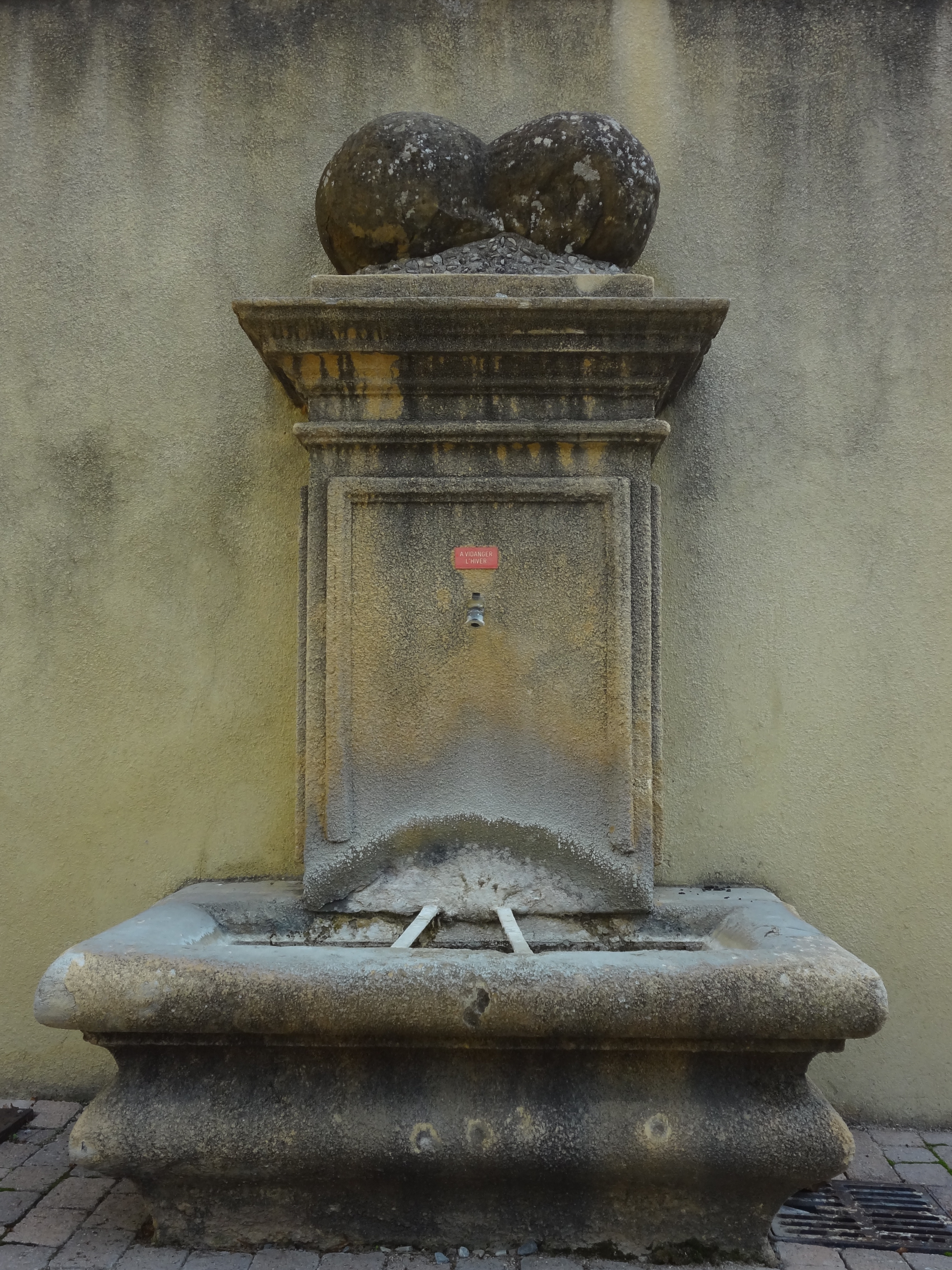
Fontaine de la mairie.

La localité apparaît pour la première fois dans les textes sous les formes latines Beontium ou Begontium du XIIIe au XVe siècle, sous le nom de Beontio en 1273, qui viendrait de saint Beuvon, retiré sur la commune. Faire dériver le toponyme de Bevons de Saint Bevons est un raccourci certes aisé mais faux.
Bevon en provençal.
Selon Ernest Nègre, le nom viendrait du gaulois viso, signifiant digne, apte. Enfin, selon Charles Rostaing, le nom de la localité est formé sur une racine oronymique (décrivant un relief),, toponyme qui est probablement antérieur aux Gaulois.

## Histoire

### Protohistoire et Antiquité
À l’époque protohistorique, les Sogiontiques (Sogiontii) peuplent la vallée du Jabron, en étant fédérés aux Voconces. Après la Conquête, ils sont rattachés avec eux à la province romaine de Narbonnaise. Au IIe siècle, ce peuple est détaché des Voconces et forme une civitas distincte, avec pour capitale Segustero (Sisteron). De la période de présence romaine, on a découvert quelques vestiges. À Castel-Bevons, se trouvait un mausolée carré de 4,5 m de côté. Les cendres de quatre tombes à incinération étaient contenues dans quatre urnes en verre, protégées par des cylindres de plomb, et accompagnées de balsamaires et de bijoux d’or, et d’autres tombes à l’extérieur du mausolée. L’ensemble datait du IIe siècle de notre ère. Une grande villa rustique se trouvait aussi à proximité. Au Vieux Bevons, près de la Combe, une petite maison occupée aux Ier et IIe siècles a été fouillée en 1966, avec divers objets métalliques. Un four à tuiles a aussi été retrouvé.

### Moyen Âge
Alors que le Sud-Est de la Gaule était une terre burgonde, le roi des Ostrogoths Théodoric le Grand fait la conquête de la région entre la Durance, le Rhône et l’Isère en 510. La commune dépend donc brièvement à nouveau de l’Italie, jusqu’en 526. En effet, pour se réconcilier avec le roi burgonde Gondemar III, la régente ostrogothe Amalasonthe lui rend ce territoire.
Au Moyen Âge et jusqu’à la Révolution, la communauté relevait de la viguerie de Sisteron, et les églises de Bevons et de Pansier des chapitres cathédraux de Sisteron et Forcalquier. Le fief appartient aux familles des Oraison (XVe siècle), puis à celle des Valbelle (XVIIe siècle).

### Temps modernes
Lors de la peste de 1628-1630, un cordon sanitaire est mis en place le long du Jabron.
Lors de l’épidémie de peste de 1720-1722, Bevons est située au nord de la ligne du Jabron, élément du cordon sanitaire allant de Bollène à Embrun et isolant la Provence du Dauphiné (et dont fait partie le mur de la peste). L’interdiction de franchir le Jabron, sous peine de mort, est décidée par le gouverneur d’Argenson début août, et le cordon est mis en place le 26 septembre pour n’être levé par ordonnance royale que le 19 novembre 1722.
Le gouverneur d’Argenson fait lever une compagnie de milice par viguerie : celle de Sisteron (dont font partie les hommes de Bevons) surveille les bacs entre Le Poët et Peyruis. Ensuite, quatre autres compagnies sont levées pour d’autres tâches de surveillance. À Bevons, la ligne sur le Jabron est surveillée par une compagnie (une cinquantaine d’hommes) du régiment de Poitou revenant d’Espagne à partir du 21 octobre 1720. Les soldats sont renforcés par quatre hommes levés dans la population de Bevons (en plus des deux envoyés à la compagnie de milice placée sur la Durance). La communauté de Bevons est requise pour construire des corps de garde pour loger les soldats le long de la ligne (quatre sont prévus des alentours de Castel-Bevons à la bastide des Rouines) et les approvisionner en bois de chauffe et huile pour l’éclairage, avec en moyenne 70 stères par corps de garde et par an. Finalement, six corps de garde sont construits, et 13 guérites placées dans les intervalles, à une moyenne de 250 m. La communauté subit les désagréments de la présence des militaires : les livraisons de bois n’étant pas toujours suffisantes, ceux-ci se servent à proximité en coupant les arbres fruitiers complantés dans les champs proches des corps de garde. Ces désagréments n’empêchent pas le rapprochement entre la population de Bevons et les soldats : certains enfants nés en 1721-1722 ont un soldat comme parrain, et un des soldats du régiment de Poitou est le père d’un enfant conçu avec une Bevonnaise. Fin janvier 1722, le régiment du Poitou, présent depuis un an, est relevé mais la ligne est maintenue jusqu’en décembre. Les baraques et guérites sont immédiatement démontées, et le bois et les tuiles vendus aux enchères. L’entretien du cordon sanitaire pendant deux ans a en effet fortement obéré les finances de la communauté : elle est obligée de vendre son moulin en attendant le remboursement, qui n’intervient que bien après.

### Époque contemporaine

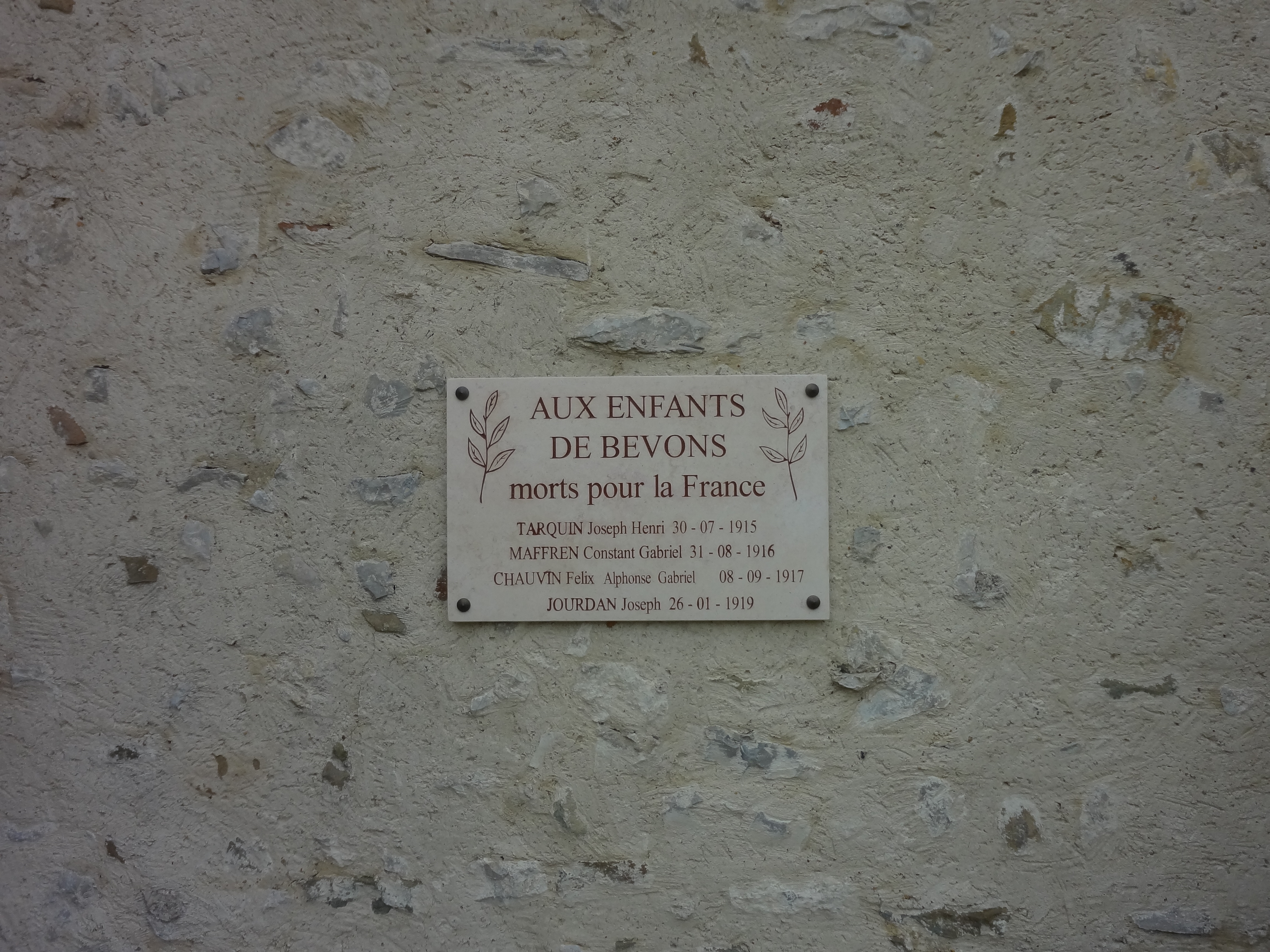
Plaque du cimetière commémorant les morts bevonnais lors de la Première Guerre mondiale.

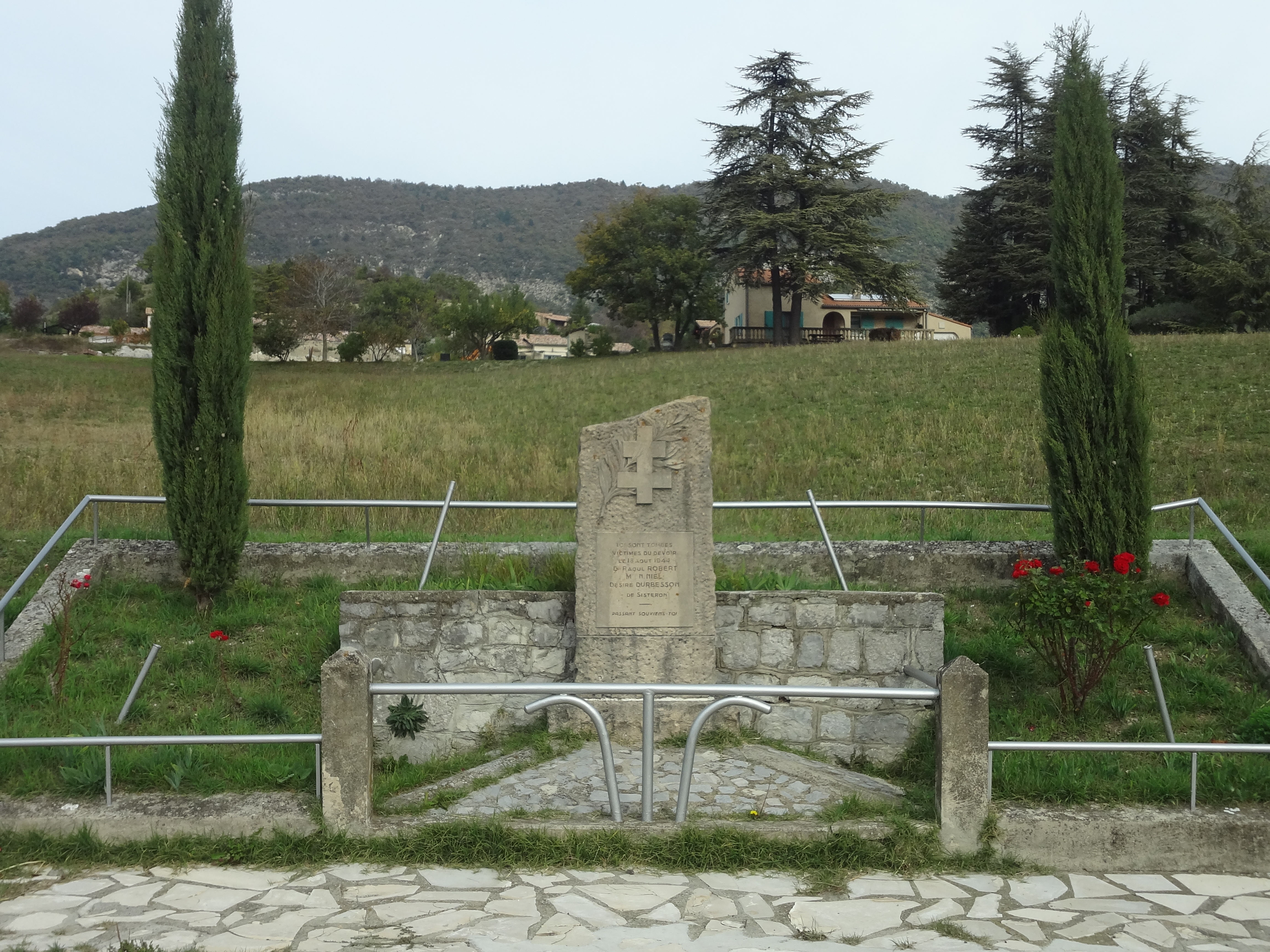
Stèle commémorant l’exécution de Sisteronais à la fin de la Seconde Guerre mondiale.

Au XIXe siècle, le village perché est abandonné et l’habitat se disperse en fermes et petits hameaux.
Comme de nombreuses communes du département, Bevons se dote d’une école bien avant les lois Jules Ferry : en 1863, elle donne déjà une instruction primaire aux garçons, mais pas aux filles, n’y étant pas obligée par la loi Falloux (Bevons compte moins de 800 habitants). Elle profite de la deuxième loi Duruy sur l’éducation (1877) pour construire une école neuve subventionnée par l’État au hameau de la Fontaine, en service jusqu’en 1981. La seconde, installée au rez-de-chaussée du Castel, est déplacée dans une autre aile du même bâtiment en 2000.
L’électrification du village se fait en 1935 par raccordement au réseau national, les écarts et hameaux étant reliés plus tard.
À Bevons, la vigne avait résisté à la crise phylloxérique et était encore cultivée dans l'entre-deux-guerres mondiales.

## Héraldique
| Blason de Bevons | Blason  | D'or à un grand B capitale de sable, adextré de quatre pointes du même, rangées en fasce et senestrée de cinq pointes du même, rangées aussi en fasce. |
| Blason de Bevons | Détails | Le statut officiel du blason reste à déterminer. |

## Politique et administration

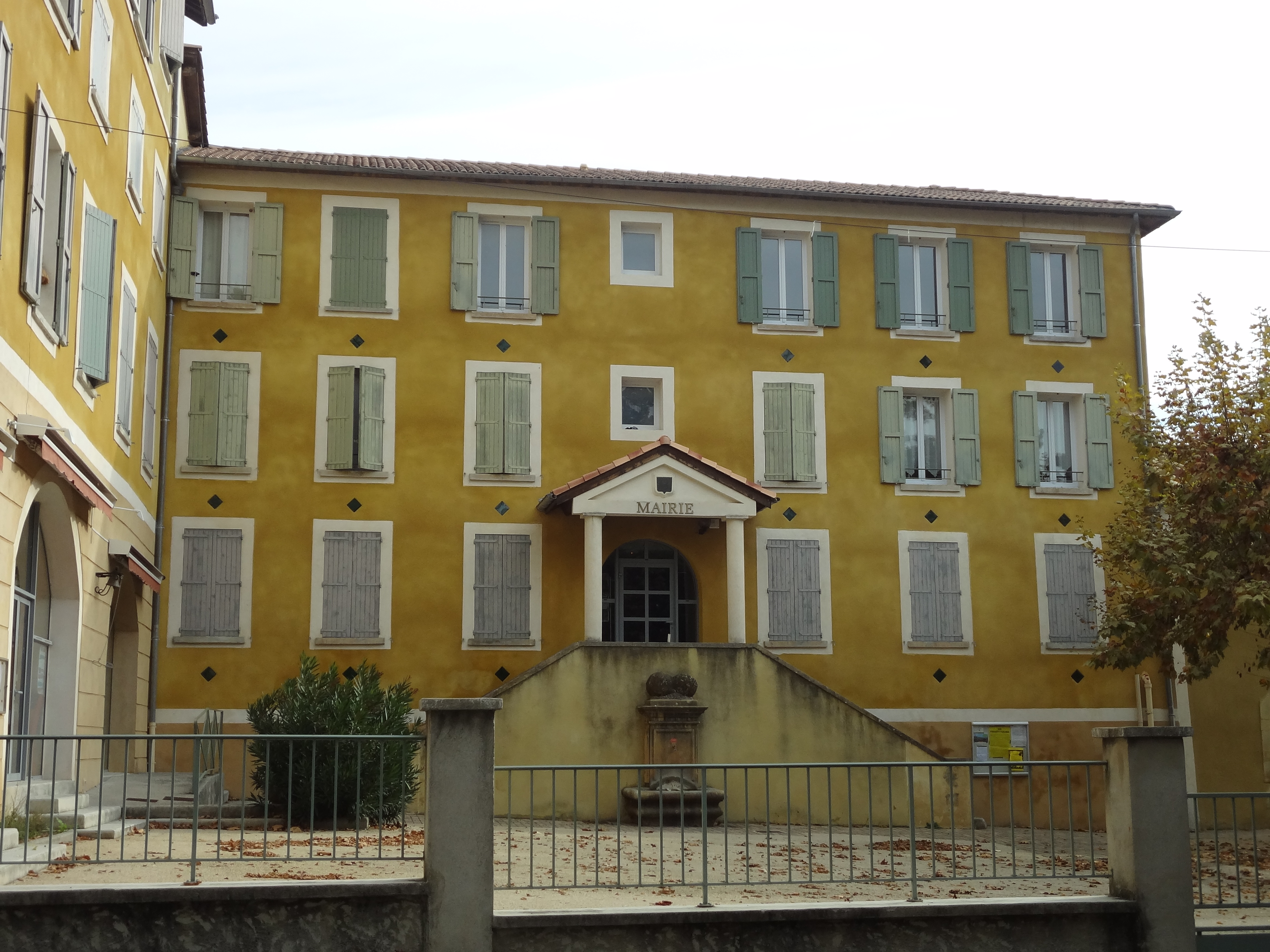
Mairie de Bevons.

### Municipalité
| Période                                  | Période                       | Identité         | Étiquette | Qualité  |
| ---------------------------------------- | ----------------------------- | ---------------- | --------- | -------- |
| Les données manquantes sont à compléter. |                               |                  |           |          |
| mai 1945                                 |                               | Ismaël Brémond   |           |          |
|                                          |                               |                  |           |          |
| 1989 (?)                                 |                               | Lucien Plauche   |           |          |
| Avant 2005                               | 2020                          | Gérard Coutelle, |           |          |
| 2020                                     | En cours (au 14 février 2021) | Marc Huser       | DVD       | Retraité |

### Intercommunalité
Bevons a fait partie, de 2002 à 2016, de la communauté de communes de la Vallée du Jabron ; depuis le 1er janvier 2017, elle est membre de la communauté de communes Jabron Lure Vançon Durance.

### Enseignement
La commune est dotée de deux établissements d’enseignement :
- une école primaire[66] ;
- l’établissement régional d'enseignement adapté (EREA) de Castel-Bevons[67].

## Population et société

### Démographie
En 2022, la commune de Bevons comptait 256 habitants. À partir du XXIe siècle, les recensements réels des communes de moins de 10 000 habitants ont lieu tous les cinq ans (2006, 2011, 2016, etc. pour Bevons). Les autres « recensements » sont des estimations.
| 1765 | 1793 | 1800 | 1806 | 1821 | 1831 | 1836 | 1841 | 1846 |
| ---- | ---- | ---- | ---- | ---- | ---- | ---- | ---- | ---- |
| 217  | 201  | 183  | 204  | 174  | 218  | 224  | 247  | 228  |

| 1851 | 1856 | 1861 | 1866 | 1872 | 1876 | 1881 | 1886 | 1891 |
| ---- | ---- | ---- | ---- | ---- | ---- | ---- | ---- | ---- |
| 218  | 247  | 222  | 230  | 220  | 216  | 191  | 190  | 182  |

| 1896 | 1901 | 1906 | 1911 | 1921 | 1926 | 1931 | 1936 | 1946 |
| ---- | ---- | ---- | ---- | ---- | ---- | ---- | ---- | ---- |
| 160  | 163  | 167  | 158  | 111  | 103  | 84   | 71   | 145  |

| 1954 | 1962 | 1968 | 1975 | 1982 | 1990 | 1999 | 2006 | 2011 |
| ---- | ---- | ---- | ---- | ---- | ---- | ---- | ---- | ---- |
| 107  | 98   | 79   | 89   | 91   | 115  | 132  | 167  | 222  |

| 2016 | 2021 | 2022 | - | - | - | - | - | - |
| ---- | ---- | ---- | - | - | - | - | - | - |
| 235  | 255  | 256  | - | - | - | - | - | - |

| 1315    | 1471    |
| ------- | ------- |
| 29 feux | 19 feux |

### Santé
La commune ne dispose pas d'établissement public ou libéral de santé. Le Centre Hospitalier le plus proche est celui de Sisteron. L'association La Vallée sans Portes assure le transport des personnes ayant besoin d'une consultation vers l'hôpital de Sisteron.

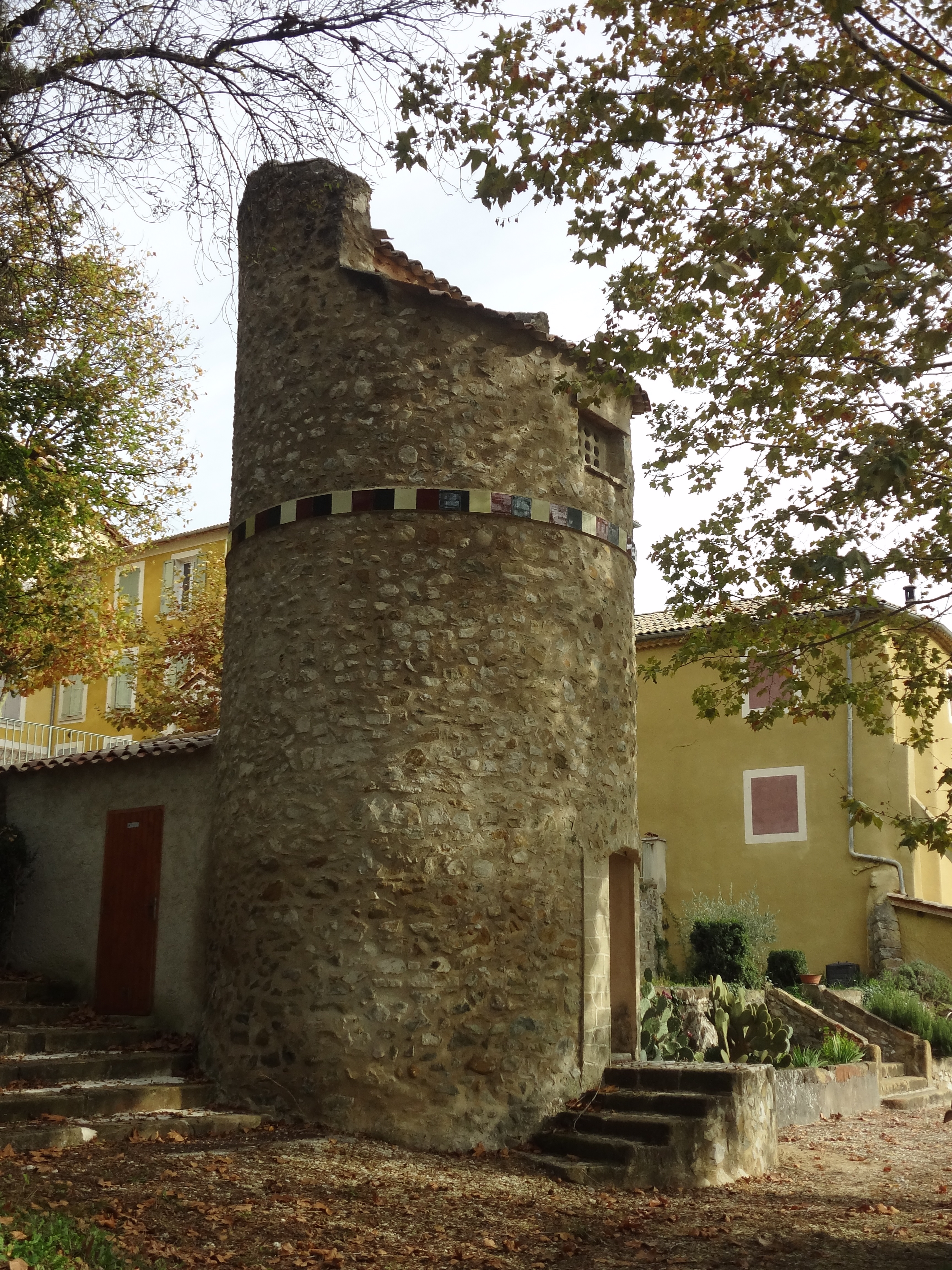
Pigeonnier situé à côté de la mairie.

## Lieux et monuments

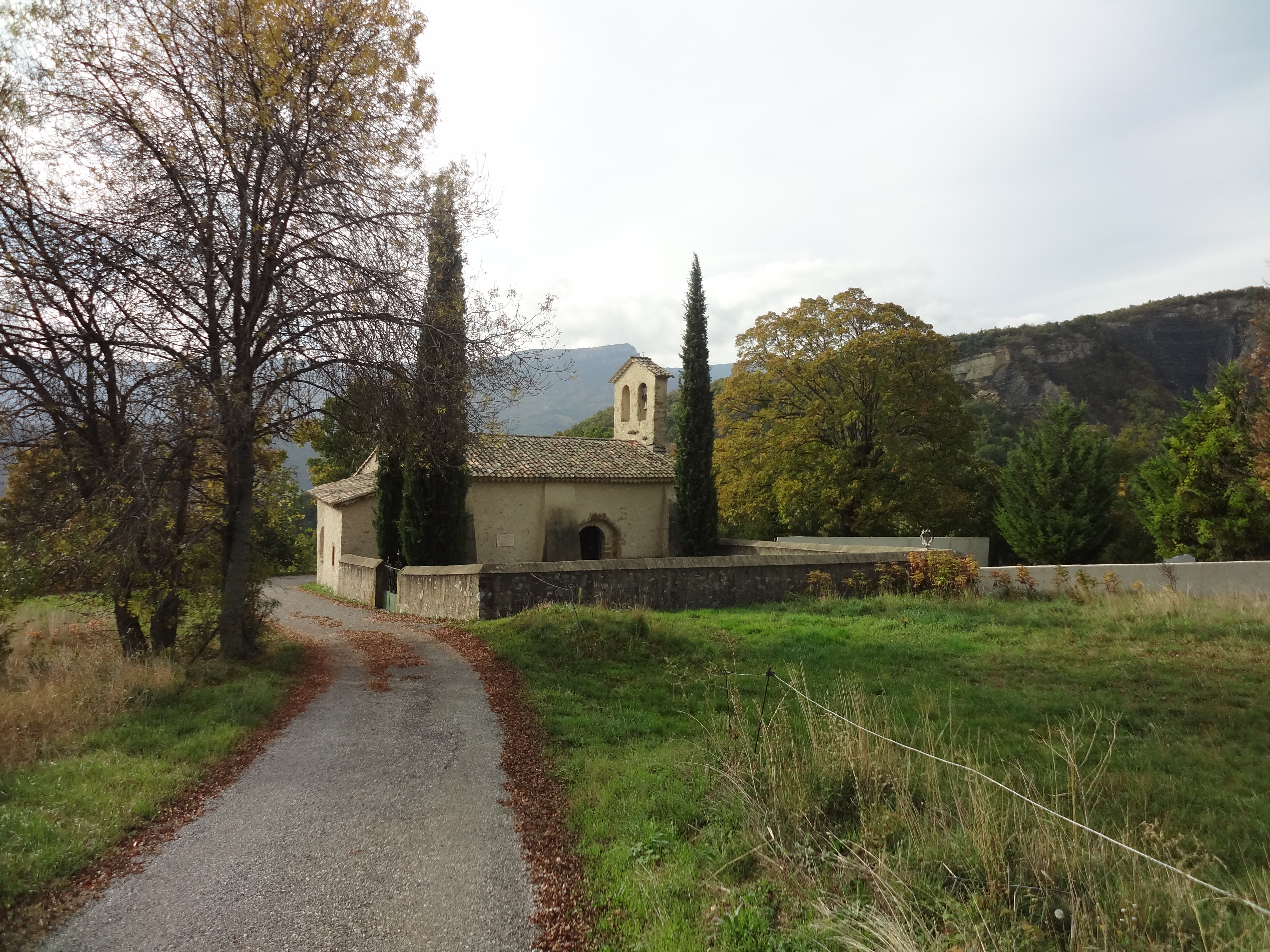
Église Saint-Gervais-Saint-Protais.

La commune et, plus généralement, la vallée du Jabron livrent de nombreuses traces de la civilisation gallo-romaine. La plus importante est le mausolée de Castel-Bevons, découvert en avril 1964. Le tombeau, de 4,5 sur 4,5 m de côté, contenait quatre tombes à incinération datant de la première moitié du IIe siècle. Les urnes cinéraires étaient en verre, protégées par un vase cylindrique de plomb, ceux-là placés dans une amphore. Parmi les objets placés dans la tombe, balsamaires, bijoux d’or, etc.,. À proximité, six autres tombes plus rustiques ont été découvertes, de la même époque, ainsi que des clous brisés, dans le cadre d’un rite prophylactique.
- ancien village (Vieux Bevons) en ruines[30] ;
- l’ancienne maison seigneuriale, dite « château », date de 1629[74] ;
- château de Pécoule[30] ;

L’église Saint-Gervais-Saint-Protais date du XVIIe siècle,. Elle est en style roman « très attardé » ; le clocher est placé au-dessus de la façade occidentale.
La chapelle Saint-Pansier, située au col de la Mairie (740 m), est actuellement en ruines : elle a été construite au début du XVIIIe siècle. Elle était l’objet d’un pèlerinage, le saint guérissant les maux du ventre, d’après une analogie fréquente dans le catholicisme populaire. Une autre chapelle se situerait à la Fontaine.
Le Castel-Bevons peut dater du XVIIe siècle. Une structure d’enseignement adapté (EREA) y est installée.